# Manuel Mallia

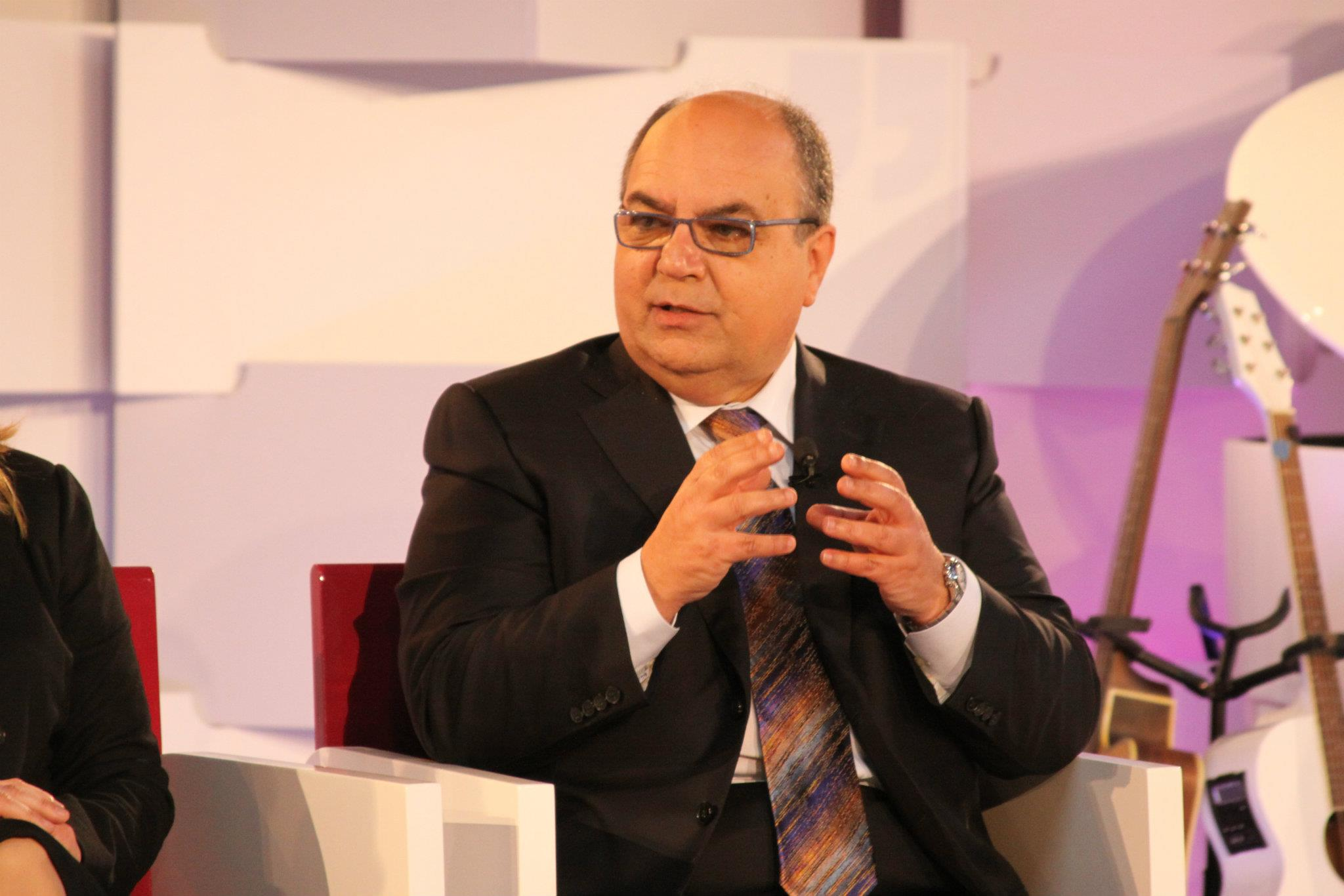
Manuel Mallia en 2012.

Emmanuel « Manuel » Mallia est un homme politique maltais, né à Tas-Sliema. 

## Parcours
Membre du Parti travailliste, Manuel Mallia est ministre des Affaires intérieures et de la Sécurité nationale entre le 10 mars 2013 et le 9 décembre 2014.